# 欧州特許庁

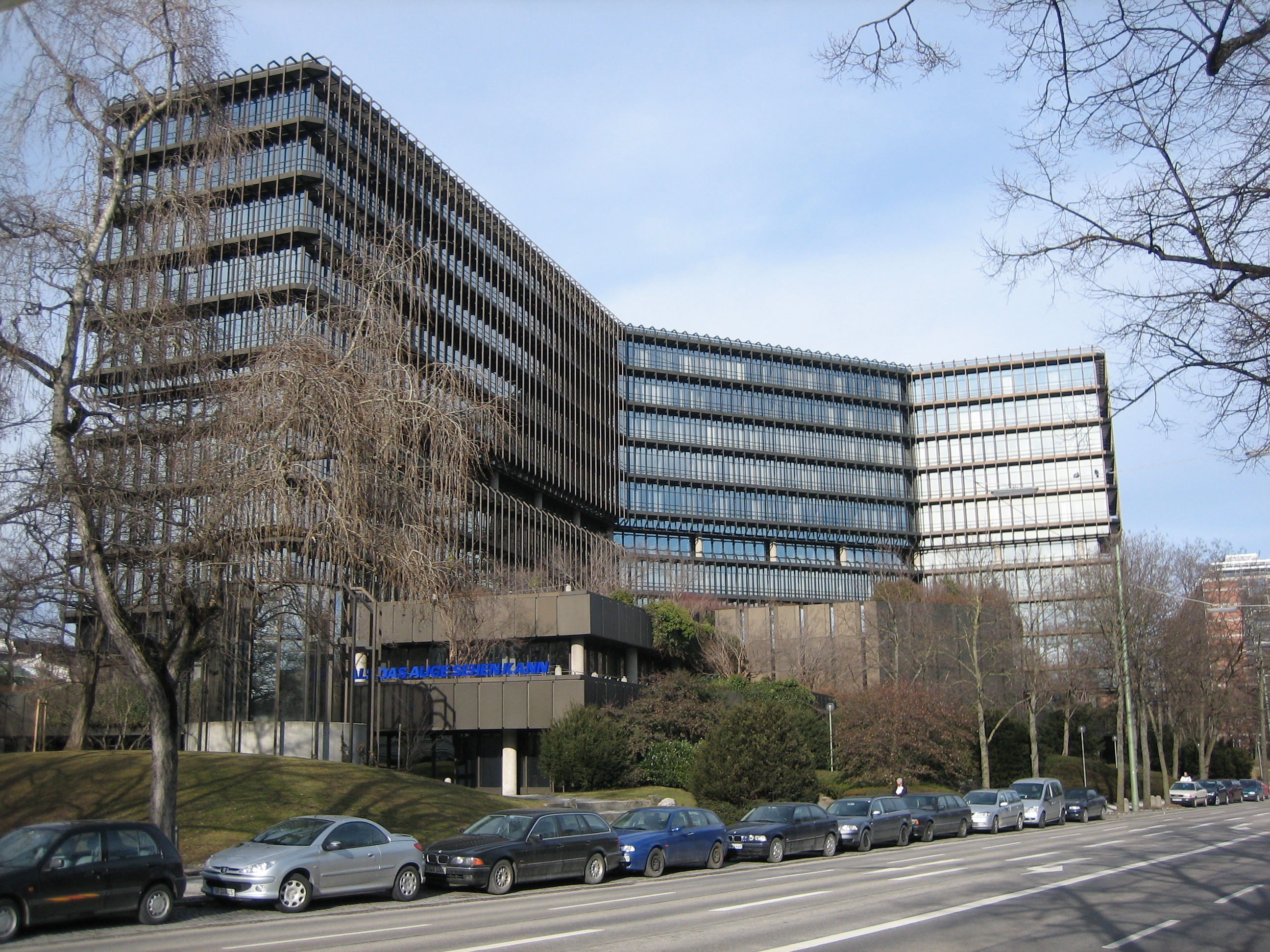
欧州特許庁ミュンヘン本部

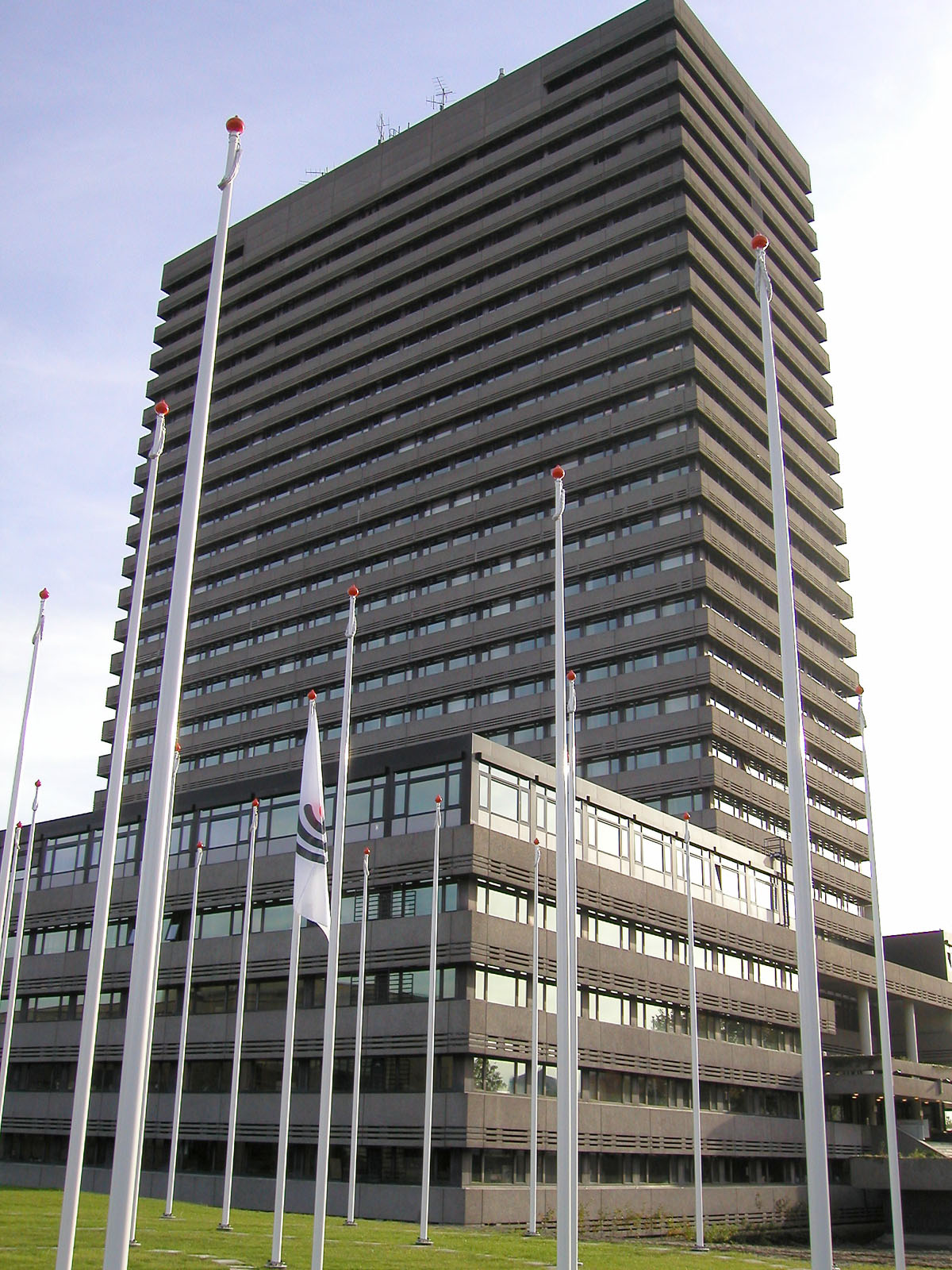
欧州特許庁ハーグ支局

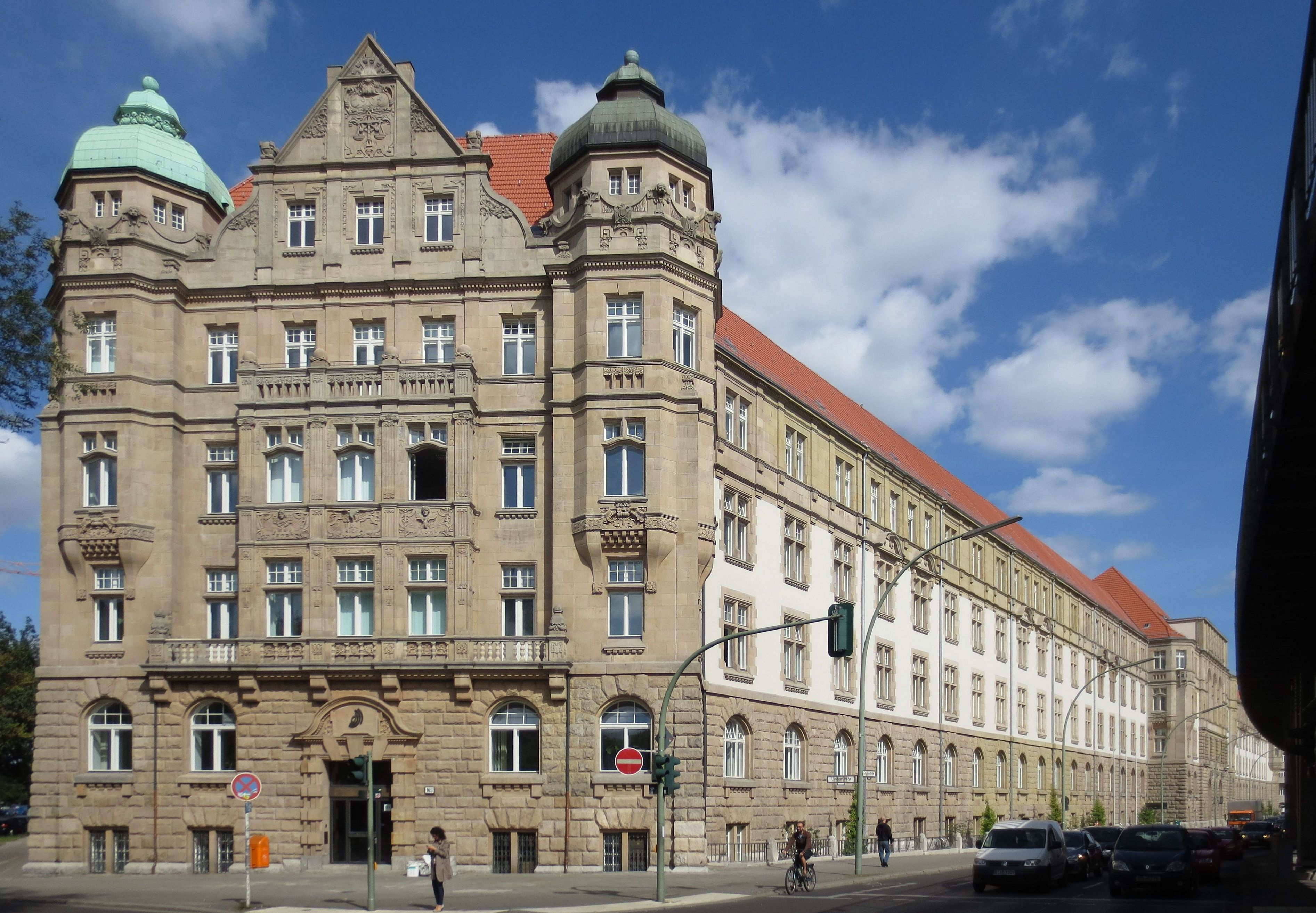
欧州特許庁ベルリン支局

欧州特許庁（おうしゅうとっきょちょう、European Patent Office: EPO）は、欧州特許条約（European Patent Convention: EPC）に基づき設立された地域特許庁である。

## 概要
ドイツのミュンヘンに本部を置き、オランダのハーグ（正確にはハーグ近郊のレイスウェイク）
、ドイツのベルリン、オーストリアのウィーンに支局を有する。
欧州特許庁は、独自の条約に基づいて創設された独立した国際機関であり、欧州特許機構（European Patent Organisation: EPOrg）の下部組織となる。欧州連合の下部組織ではないが、欧州連合との間には密接な協力関係を有している。
欧州特許庁は、特許のみを所管しており、意匠、商標は所管していない。欧州における意匠及び商標の保護に関する国際機関としては、欧州連合の専門機関である欧州連合知的財産庁（European Union Intellectual Property Office：EUIPO）が設置されている。

## 加盟国
欧州特許庁の加盟国（欧州特許条約の締約国）は以下の38か国（2020年1月現在）。
アルバニア、オーストリア、ベルギー、ブルガリア、クロアチア、キプロス、チェコ、デンマーク、エストニア、フィンランド、フランス、ドイツ、ギリシャ、ハンガリー、アイスランド、アイルランド、イタリア、ラトビア、リヒテンシュタイン、リトアニア、ルクセンブルク、マルタ、モナコ、北マケドニア、オランダ、ノルウェー、ポーランド、ポルトガル、ルーマニア、セルビア、スロバキア、スロベニア、スペイン、スウェーデン、スイス、サンマリノ、トルコ、イギリス
なお、以下の2か国は、加盟国ではないが、拡張国（extension states）とされており、欧州特許による保護を求めることができる。
ボスニア・ヘルツェゴビナ、モンテネグロ